# 64-я пехотная дивизия (Российская империя)
64-я пехотная дивизия — пехотное соединение в составе Русской императорской армии.

## История дивизии
Сформирована в июле 1914 года из кадра 15-й пехотной дивизии. Вошла в состав 7-й армии Одесского военного округа. Осенью 1914 года направлена на усиление 1-й армии Северо-Западного фронта, истощённой после неудачного наступления в Восточной Пруссии. В июле 1916 года направлена на усиление 9-й армии Юго-Западного фронта.

Четыре пехотные дивизии Одесского округа сформировали каждая по второочередной. Дивизии эти составили при мобилизации 7-ю армию генерала Никитина, на фронт были вызваны только осенью и успели приобрести необходимую спайку и сноровку, что сразу же и сказалось на их работе…. Развёрнутая из 15-й дивизии 64-я завоевала солидную репутацию в 10-й армии, где боевой её дух придавал бодрости войскам в февральских боях 1915 года у Гродны. В кампанию 1916 года она была переброшена в Лесистые Карпаты под Дорна-Ватру. В буковинских боях начальником штаба 64-й дивизии был полковник М. Г. Дроздовский — впоследствии герой Добровольческой армии.— А. А. Керсновский. История Русской армии
64-я артиллерийская бригада сформирована в июле 1914 года по мобилизации в Одессе из кадра, выделенного 15-й артиллерийской бригадой.
19 июня 1916 г. у Сморгони дивизия выдержала газобаллонную атаку германцев.

## Состав дивизии
- 1-я бригада
  - 253-й Перекопский пехотный полк
  - 254-й Николаевский пехотный полк
- 2-я бригада
  - 255-й Аккерманский пехотный полк
  - 256-й Елисаветградский пехотный полк
- 64-я артиллерийская бригада

## Командование дивизии
«Командующий» в дореволюционной терминологии означал временно исполняющего обязанности начальника или командира.

### Начальники дивизии
- 19.07.1914 — 23.11.1916 — генерал-майор (с 01.05.1915 генерал-лейтенант) Жданко, Александр Ефимович
- 23.11.1916 — 06.04.1917 — генерал-лейтенант Эрдели, Иван Георгиевич
- 22.04.1917 — хх.хх.хххх — командующий генерал-майор Гамбурцев, Александр Александрович

### Начальники штаба дивизии
- 16.01.1915 — 19.03.1915 — полковник Балтийский, Александр Алексеевич
- 14.04.1915 — 22.10.1915 — и. д. подполковник Дроздовский, Михаил Гордеевич
- 05.01.1917 — 22.02.1917 — и. д. полковник Рябинин, Александр Александрович
- 25.08.1917 — xx.xx.1918 — и. д. полковник Гершельман, Владимир Константинович

### Командиры бригады
- 05.06.1915 — 05.01.1916 — генерал-майор Пороховщиков, Александр Сергеевич
- 18.01.1916 — 14.01.1917 — генерал-майор Потапов, Алексей Степанович
- 13.09.1917 — хх.хх.хххх — генерал-майор Скарятин, Иван Николаевич

### Командиры 64-й артиллерийской бригады
- 25.07.1914 — 25.09.1916 — полковник (с 26.07.1915 генерал-майор) Алексинский, Константин Гаврилович
- 25.09.1916 — 15.04.1917 — генерал-майор Горелов, Константин Георгиевич
- 28.04.1917 — 25.05.1917 — командующий полковник Дынников, Павел Акимович
- хх.05.1917 — после 20.09.1917 — полковник (с 20.09.1917 генерал-майор) Невадовский, Николай Дмитриевич

### Отличившиеся воины дивизии
- Ткачук, Александр Тимофеевич подпрапорщик, Полный Георгиевский кавалер.